# Kodeks 0103
Kodeks 0103 (Gregory-Aland no. 0103), ε 43 (Soden) – grecki kodeks uncjalny Nowego Testamentu na pergaminie, paleograficznie datowany na VII wiek. Rękopis przechowywany jest we Francuskiej Bibliotece Narodowej (Suppl. Gr. 726, ff. 6-7) w Paryżu. Jest palimpsestem.

## Opis
Do dziś zachowały się 2 karty kodeksu (22,5 na 16,5 cm) z tekstem Ewangelii Marka (13,34-14,25). Tekst pisany jest dwoma kolumnami na stronę, 30 linijek w kolumnie, 9 i więcej liter w linijce. Stosuje inicjały (w tym samym kolorze, co reszta liter), litery są niewielkie, mają kształty okrągłe i kwadratowe.
Zawiera κεφαλαια (rozdziały), τιτλοι (tytuły rozdziałów), Sekcje Ammoniusza, Kanony Euzebiusza, noty liturgiczne, noty muzyczne.
Jest palimpsestem, górny tekst zawiera homilię w języku hebrajskim.

## Tekst
Tekst kodeksu reprezentuje bizantyjską tradycję tekstualną. Kurt Aland zaklasyfikował go do kategorii V.

## Historia
Gregory datował fragment na VII wiek. Obecnie INTF datuje go na VII wiek.
Gregory badał rękopis w 1885 roku. w 1908 roku Gregory dał mu siglum 0103. J. H. Greenlee badał kodeks w 1968 roku.